# Rajd Portugalii 1992
Rajd Portugalii 1992 (26. Rallye de Portugal - Vinho do Porto) – 26 Rajd Portugalii rozgrywany w Portugalii w dniach 3-7 marca. Była to trzecia runda Rajdowych Mistrzostw Świata w roku 1992. Rajd został rozegrany na szutrze. 

## Wyniki końcowe rajdu[1]
| Msc. | Kierowca          | Pilot            | Samochód                    | Czas    | Strata | Grupa | Punkty |
| ---- | ----------------- | ---------------- | --------------------------- | ------- | ------ | ----- | ------ |
| 1    | Juha Kankkunen    | Juha Piironen    | Lancia Delta HF Integrale   | 6:24.37 | 0.0    | A8    | 20     |
| 2.   | Miki Biasion      | Tiziano Siviero  | Ford Sierra RS Cosworth 4x4 | 6:26.10 | +1.33  | A8    | 15     |
| 3.   | Carlos Sainz      | Luis Moya        | Toyota Celica Turbo 4WD     | 6:29.36 | +4.59  | A8    | 12     |
| 4.   | Markku Alén       | Ilkka Kivimäki   | Toyota Celica Turbo 4WD     | 6:30.09 | +5.32  | A8    | 10     |
| 5.   | Timo Salonen      | Voitto Silander  | Mitsubishi Galant VR-4      | 6:31.16 | +6.39  | A8    | 8      |
| 6.   | François Chatriot | Michel Périn     | Nissan Sunny GTI-R          | 6:45.41 | +21.04 | A8    | 6      |
| 7.   | Mía Bardolet      | Josep Autet      | Ford Sierra RS Cosworth 4x4 | 6:53.55 | +29.18 | A8    | 4      |
| 8.   | Joaquim Santos    | Carlos Magalhães | Toyota Celica GT-Four       | 7:01.20 | +36.43 | A8    | 3      |
| 9.   | Carlos Menem Jr   | Victor Zucchini  | Lancia Delta HF Integrale   | 7:02.47 | +38.10 | N4    | 2      |
| 10.  | José Miguel       | Luís Lisboa      | Ford Sierra RS Cosworth 4x4 | 7:13.08 | +48.31 | A8    | 1      |

## Klasyfikacja po 3 rundach
Tabele przedstawiają tylko pięć pierwszych miejsc.

### Kierowcy
| Lp. | Kierowca       | Pkt |
| --- | -------------- | --- |
| 1   | Juha Kankkunen | 32  |
| 2   | Carlos Sainz   | 27  |
| 3   | Didier Auriol  | 20  |
| 4   | Mats Jonsson   | 20  |
| 5   | Markku Alén    | 20  |

### Producenci
| Lp. | Producent  | Pkt |
| --- | ---------- | --- |
| 1   | Lancia     | 40  |
| 2   | Toyota     | 31  |
| 3   | Ford       | 29  |
| 4   | Mitsubishi | 18  |
| 5   | Nissan     | 14  |